# 富塚 (一宮市)
富塚（とみつか）は、愛知県一宮市の地名。

## 地理

### 河川・池沼
- 大江川

### 交通
- 国道22号
- 愛知県道150号一宮川島線
- 愛知県道152号島村佐千原線

### 施設
- 愛知県立一宮商業高等学校第二運動場
- 富塚古墳
- 富塚児童遊園
- 富塚公民館
- 阿弥陀寺
- 観音寺
- 神明神社
- 一宮自動車学校

## 歴史

### 人口の変遷
国勢調査による人口および世帯数の推移。
| 2005年（平成17年） | 300世帯 891人 |  |
| 2010年（平成22年） | 332世帯 923人 |  |
| 2015年（平成27年） | 329世帯 964人 |  |
| 2020年（令和2年）  | 347世帯 962人 |  |

### WEB
1. 1 2  総務省統計局 (2022年2月10日). “令和2年国勢調査の調査結果(e-Stat) - 男女別人口，外国人人口及び世帯数－町丁・字等” (CSV). 2023年8月2日閲覧。
2. ↑  “愛知県一宮市の町丁・字一覧”.   人口統計ラボ. 2024年4月20日閲覧。
3. ↑  “読み仮名データの促音・拗音を小書きで表記するもの(zip形式) 愛知県” (zip).   日本郵便 (2024年2月29日). 2024年3月26日閲覧。
4. ↑  “市外局番の一覧” (PDF).   総務省 (2022年3月1日). 2022年3月22日閲覧。
5. ↑  “ナンバープレートについて”.   一般社団法人愛知県自動車会議所. 2024年1月21日閲覧。
6. ↑  総務省統計局 (2014年6月27日). “平成17年国勢調査の調査結果(e-Stat) - 男女別人口及び世帯数 －町丁・字等” (CSV). 2021年7月21日閲覧。
7. ↑  総務省統計局 (2012年1月20日). “平成22年国勢調査の調査結果(e-Stat) - 男女別人口及び世帯数 －町丁・字等” (CSV). 2021年7月21日閲覧。
8. ↑  総務省統計局 (2017年1月27日). “平成27年国勢調査の調査結果(e-Stat) - 男女別人口及び世帯数 －町丁・字等” (CSV). 2021年7月21日閲覧。